# Iszmáilija
Iszmáilija (arabul: الإسماعيلية, nyugati átírással: Ismailia) város Egyiptom északkeleti részén, a Szuezi-csatorna partján. Az azonos nevű kormányzóság székhelye. Lakossága 367 ezer, elővárosokkal kb. 750 ezer fő volt 2012-ben. 
A várost a 19. században, a Szuezi-csatorna építésénél műveleti központként hozták létre. Ma kulturális és gazdasági központ, a kairóiak egyik népszerű kirándulóhelye. Nyári hétvégéken tömegesen szállják meg a Timszah-tó partját a város déli határában. 
A fáraókori stílusban épült Iszmáilija Múzeum ókori gyűjteménnyel rendelkezik. 
A város melletti, a csatornán átívelő El-Ferdan vasúti- és közúti híd jelenleg a leghosszabb forgóhíd a világon.

## Fordítás
Ez a szócikk részben vagy egészben  az   Ismaïlia című angol Wikipédia-szócikk fordításán alapul.  Az eredeti cikk szerkesztőit annak laptörténete sorolja fel. Ez a jelzés csupán a megfogalmazás eredetét és a szerzői jogokat jelzi, nem szolgál a cikkben szereplő információk forrásmegjelöléseként.